# The Beauty That Still Remains
The Beauty That Still Remains (deutsch: „Das Schöne, das noch immer übrig bleibt“) ist ein Chorwerk des norwegischen Komponisten Marcus Paus, das auf dem Tagebuch der Anne Frank basiert. Es wurde von der norwegischen Regierung zum offiziellen 70. Jahrestag des Endes des Zweiten Weltkriegs im Jahr 2015 in Auftrag gegeben und für den norwegischen Mädchenchor (historisch der Mädchenchor der NRK) geschrieben. Es wurde 2015 im Atrium der Universität Oslo uraufgeführt (wo auch der Friedensnobelpreis verliehen wird). Die Premiere wurde von Verteidigungsministerin Ine Marie Eriksen Søreide eröffnet.  Es wurde von Kritikern gelobt.
Das Libretto wurde von Paus basierend auf Anne Franks Tagebuch geschrieben und enthält bearbeitete Teile davon. Der Titel des Werkes basiert auf einem Zitat von Anne Frank:

„Dann denke ich nicht an das Elend, sondern an das Schöne, das noch immer übrig bleibt. Hier liegt zu einem großen Teil der Unterschied zwischen Mutter und mir. Ihr Rat für Schwermut ist: 'Denk an all das Elend in der Welt und sei froh, dass Du das nicht erlebst.' Mein Rat ist: Geh hinaus, in die Felder, die Natur und die Sonne, geh hinaus und versuche das Glück in Dir selbst zurückzufinden; denke an all das Schöne, was in Dir selbst und Dich herum wächst und sei glücklich!“

Im Jahr 2020 wurde das Studioalbum The Beauty That Still Remains des norwegischen Mädchenchors von 2L veröffentlicht; es enthält das gleichnamige Werk von Paus sowie Maja Ratkjes avantgardistisches Chorwerk Asylos. Der Musikkritiker Ola Nordal bezeichnete das Werk als „Meisterwerk“.